# یوباپورانگا
یوباپورانگا (به پرتغالی: Ubaporanga) یک منطقهٔ مسکونی در برزیل است که در میناس گرایس واقع شده‌است.

## خصوصیات
یوباپورانگا ۱۹۰٬۸۸۶ کیلومترمربع مساحت و ۱۶٬۴۰۰ نفر جمعیت دارد و ۵۰۵ متر بالاتر از سطح دریا واقع شده‌است.